# Надеждівська сільська рада (Арцизький район)
Наде́ждівська сільська́ ра́да — колишня адміністративно-територіальна одиниця та орган місцевого самоврядування в Арцизькому районі Одеської області. Адміністративний центр — село Надеждівка.

## Загальні відомості
Надеждівська сільська рада утворена в 1964 році.
- Територія ради: 17,9 км²
- Населення ради: 713 особи (станом на 2001 рік)

## Населені пункти
Сільській раді підпорядковані населені пункти:
- с. Надеждівка

## Населення
За переписом населення 2001 року в сільській раді мешкало 699 осіб.

### Мова
Розподіл населення за рідною мовою за даними перепису 2001 року:
| Мова       | Відсоток |
| ---------- | -------- |
| російська  | 72,51 %  |
| українська | 16,69 %  |
| болгарська | 6,73 %   |
| молдовська | 2,52 %   |
| гагаузька  | 1,4 %    |
| білоруська | 0,14 %   |

## Склад ради
Рада складається з 16 депутатів та голови.
- Голова ради: Терзі Дмитро Степанович
- Секретар ради: Повалука Світлана Василівна

### Керівний склад попередніх скликань
| Прізвище, ім'я, по батькові | Основні відомості                                                                       | Дата обрання | Дата звільнення |
| --------------------------- | --------------------------------------------------------------------------------------- | ------------ | --------------- |
| Терзі Дмитро Степанович     | Сільський голова, 1960 року народження, освіта середня спеціальна, член Народної партії | 26.03.2006   | 31.10.2010      |
| Терзі Дмитро Степанович     | Сільський голова, 1960 року народження, освіта середня спеціальна, член Партії регіонів | 31.10.2010   |                 |

Примітка: таблиця складена за даними сайту Верховної Ради України

### Депутати
За результатами місцевих виборів 2010 року депутатами ради стали:

#### За суб'єктами висування
| Суб'єкт висування                                       | Кількість обраних депутатів | %    |
| ------------------------------------------------------- | --------------------------- | ---- |
| Партія регіонів                                         | 7                           | 43,8 |
| Самовисування                                           | 5                           | 31,3 |
| Політична партія Всеукраїнське об'єднання «Батьківщина» | 2                           | 12,5 |
| Соціалістична партія України                            | 2                           | 12,5 |

#### За округами
| № округу                                                | Прізвище, ім'я, по батькові   | Дата визнання обраним | Освіта             | Партійна приналежність                        | Відомості про обраного депутата                                   |
| ------------------------------------------------------- | ----------------------------- | --------------------- | ------------------ | --------------------------------------------- | ----------------------------------------------------------------- |
| Партія регіонів                                         |                               |                       |                    |                                               |                                                                   |
| 1                                                       | Терзі Марія Антонівна         | 03.11.2010            | вища               | член Партії регіонів                          | Надеждівська загальноосвітня школа І -ІІІ ст., директор           |
| 2                                                       | Делік Олена Яківна            | 03.11.2010            | середня            | позапартійна                                  | Надеждівська сільська рада, бухгалтер                             |
| 3                                                       | Буч Ніна Василівна            | 03.11.2010            | середня            | позапартійна                                  | ВАТ «Шампань України», бухгалтер                                  |
| 6                                                       | Куцарєв Іван Георгійович      | 03.11.2010            | вища               | позапартійний                                 | Арцизька ветеринарна лікарня, завідувач                           |
| 7                                                       | Карагяур Тетяна Андріївна     | 03.11.2010            | середня            | позапартійна                                  | ВАТ «Шампань України», бригадир                                   |
| 12                                                      | Крута Лариса Дмитрівна        | 03.11.2010            | вища               | позапартійна                                  | Надеждівський дошкільний навчальний заклад, завідувач             |
| 16                                                      | Павлова Світлана Георгіївна   | 03.11.2010            | вища               | член Партії регіонів                          | Надеждівська загальноосвітня школа І-ІІІ ст., заступник директора |
| Політична партія Всеукраїнське об'єднання «Батьківщина» |                               |                       |                    |                                               |                                                                   |
| 11                                                      | Терзі Ніна Никифорівна        | 03.11.2010            | середня спеціальна | член Всеукраїнського об'єднання «Батьківщина» | пенсіонер                                                         |
| 13                                                      | Павалука Світлана Василівна   | 03.11.2010            | вища               | член Всеукраїнського об'єднання «Батьківщина» | сільський клуб с. Надеждівка, завідувачка                         |
| Соціалістична партія України                            |                               |                       |                    |                                               |                                                                   |
| 14                                                      | Негру Микола Пантелійович     | 03.11.2010            | середня            | позапартійний                                 | ВАТ «Шампань України», робітник                                   |
| 15                                                      | Климович Микола Гнатович      | 03.11.2010            | вища               | позапартійний                                 | Надеждівська загальноосвітня школа І-ІІІ ст., вчитель             |
| Самовисування                                           |                               |                       |                    |                                               |                                                                   |
| 4                                                       | Попова Євдокія Дем'янівна     | 03.11.2010            | середня            | позапартійна                                  | ВАТ «Шампань України», робітниця                                  |
| 5                                                       | Павлова Ольга Тимофіївна      | 03.11.2010            | середня спеціальна | позапартійна                                  | ДДУ «Сонечко», бухгалтер                                          |
| 8                                                       | Бончева Марія Михайлівна      | 03.11.2010            | вища               | позапартійна                                  | ВАТ «Шампань України», комірник                                   |
| 9                                                       | Бондаренко Владислав Власович | 03.11.2010            | середня            | позапартійний                                 | ВАТ «Шампань України», інженер                                    |
| 10                                                      | Братінова Людмила Петрівна    | 03.11.2010            | вища               | позапартійна                                  | ВАТ «Шампань України», заступник голови                           |